# Natural Snow Buildings
 (août 2024).
Natural Snow Buildings est un groupe de musique expérimentale français basé à Vitré en Ille-et-Vilaine. Le groupe a été formé en mai 1998 par Mehdi Ameziane et Solange Gularte, alors étudiants à Paris.

## Biographie
Mehdi Ameziane, guitariste, et Solange Gularte, violoniste, alors tous deux étudiants, se rencontrent à Paris et forment Natural Snow Buildings en mai 1998.
Le groupe, relativement méconnu en France, gagne peu à peu une petite mais solide notoriété à l'internationale, surtout dans les pays anglo-saxons et germaniques ainsi que sur internet.

## Style musical
Leur style musical est complexe et unique, mélangeant le drone, la folk, la musique traditionnelle et l'ambient, le tout avec des méthodes d'enregistrement lo-fi voire bruitistes. La plupart de leurs morceaux sont très longs, dépassant souvent plusieurs dizaines de minutes.

## Discographie[6]

### Albums
- 2003 - Ghost Folks
- 2004 - The Winter Ray
- 2006 - The Dance of the Moon and the Sun
- 2008 - Between The Real And The Shadow
- 2008 - Norns
- 2008 - Sung To The North
- 2008 - The Snowbringer Cult (CD2)
- 2008 - Laurie Bird
- 2008 - Slayer of the King of Hell
- 2008 - The Wheel of Sharp Daggers
- 2008 - Night Coercion Into the Company of Witches
- 2008 - Sunlit Stone
- 2009 - Daughter of Darkness
- 2009 - Daughter of Darkness V
- 2009 - Shadow Kingdom
- 2010 - The Centauri Agent
- 2011 - Waves of the Random Sea
- 2011 - Chants of Niflheim
- 2012 - Beyond the Veil
- 2013 - The Snowbringer Cult
- 2014 - The Night Country
- 2014 - Live At Cragg Vale
- 2015 - Terror's Horns
- 2015 - The Ladder
- 2016 - Aldebaran

### EPs
- 2008 - The Moonraiser
- 2008 - The Sundowner

### Compilations
- 2008 - I Dream of Drone (Coffret de 5 CD dont une seule copie existe)
- 2008 - Tracks on the Bloody Snow (Compilation de démos datant de 1998/1999)

### Démos
- 1999 - Witch-Season
- 2000 - Two Sides of a Horse